# Kavallerie Bereitermusik Bern
Die Kavallerie Bereitermusik Bern (KBMB) ist eine berittene Blasmusikformation mit Sitz in Bern. Die KBMB zählt insgesamt ca. 20 Aktivmitglieder, welche das berittene Spiel und die traditionelle Blasmusik pflegen. 

## Geschichte
Die Kavallerie Bereitermusik Bern wurde 1899 durch Mitarbeiter des eidgenössischen Kavallerie-Remontendepots unter dem Namen Bereitermusikgesellschaft Bern gegründet. 1905 wurde erstmals der heutige Name erwähnt. Im gleichen Jahr erfolgte der Beitritt zum Bernischen Kantonal-Musikverband. Auf Grund zu weniger Mitglieder lief der Verein mehrmals Gefahr aufgelöst zu werden.
Ab 1933 konnten nicht nur Bereiter, sondern auch andere Angestellte des Kavallerie-Remontendepots Mitglied werden, was die Mitgliederzahl auf 30 Mann steigen liess. 1949 wurden die berittenen Militärspiele abgeschafft und als Folge einer Reorganisation das Kavallerie-Remontendepot zur eidgenössischen Militärpferdeanstalt (EMPFA) umfunktioniert. Trotz Gesuch im Jahre 1950 wurde aber die KBMB nicht zum offiziellen Militärspiel aufgewertet.
Anlässlich der Einweihung des Denkmals von General Guisan im Jahr 1967 erfolgte der Transport der Pferde letztmals mit der Bahn. 1996 wurde die eidgenössische Militärpferdeanstalt aufgelöst und durch eine private Trägerschaft übernommen. 
Der Verein hat heutzutage eine berittene Formation, welche an Umzügen und verschiedensten Anlässen auftritt.